# Gentile Bellini
Gentile Bellini (n. 1429, Veneția, Republica Veneția – d. 23 februarie 1507, Veneția, Republica Veneția) a fost pictor venețian și medalist.

## Date biografice
Gentile Bellini se naște în 1429 în Veneția, ca fiu al pictorului Jacopo Bellini. Tatăl l-a avut ca maestru pe Gentile da Fabriano, de la care provine numele de botez al fiului. În 1460 lucrează, împreună cu tatăl și fratele Giovanni, la bolta bazilicii Gattamelata al Santo din Padova. În 1464 pictează influențat de Andrea Mantegna (1431-1506).
Realizează în 1465 potretul preafericitului Giustiniani. Sub îndrumarea tatălui, se ocupă în 1466 cu decorarea celebrei clădiri „Scuola Grande di San Marco“ din Veneția.

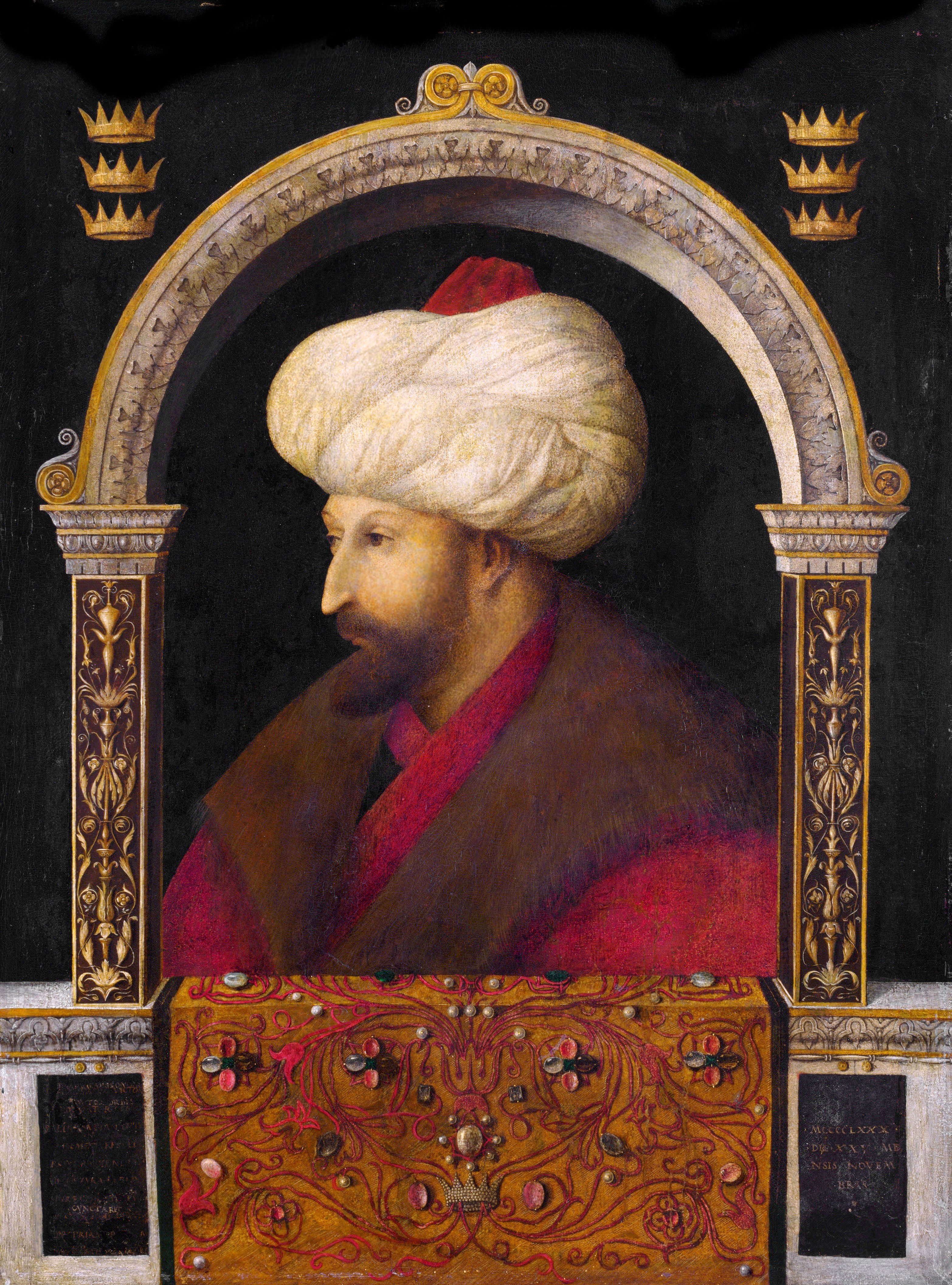
Portret al sultanului Mehmed al II-lea, 1480, National Gallery, London

Între 1479 și 1480 se află la Constantinopol, în misiune diplomatică, la curtea sultanului Mahomed al II-lea. Atunci a realizat celebrul portret al sultanului, care astăzi se află la National Gallery, Londra.

## Opere
- Miracolo della croce caduta nel canale di San Lorenzo (1500) - Galeria Academiei din Veneția
- La trasfigurazione di Cristo (1453 - 1455) - Muzeul Correre din Veneția
- Ritratto del doge Giovanni Mocenigo (1478-79 sau 1480-85) - Muzeul Correre
- Cristo morto sorretto da due angeli (1453 - 1455) - idem
- Madonna col Bambino - idem
- La predica di San Marco ad Alessandria - Pinacoteca Brera din Milano
- Mehmed II - National Gallery, Londra
- Portretul Catherinei Cornaro - Queen of Cyprus, Budapesta

## Galerie de imagini

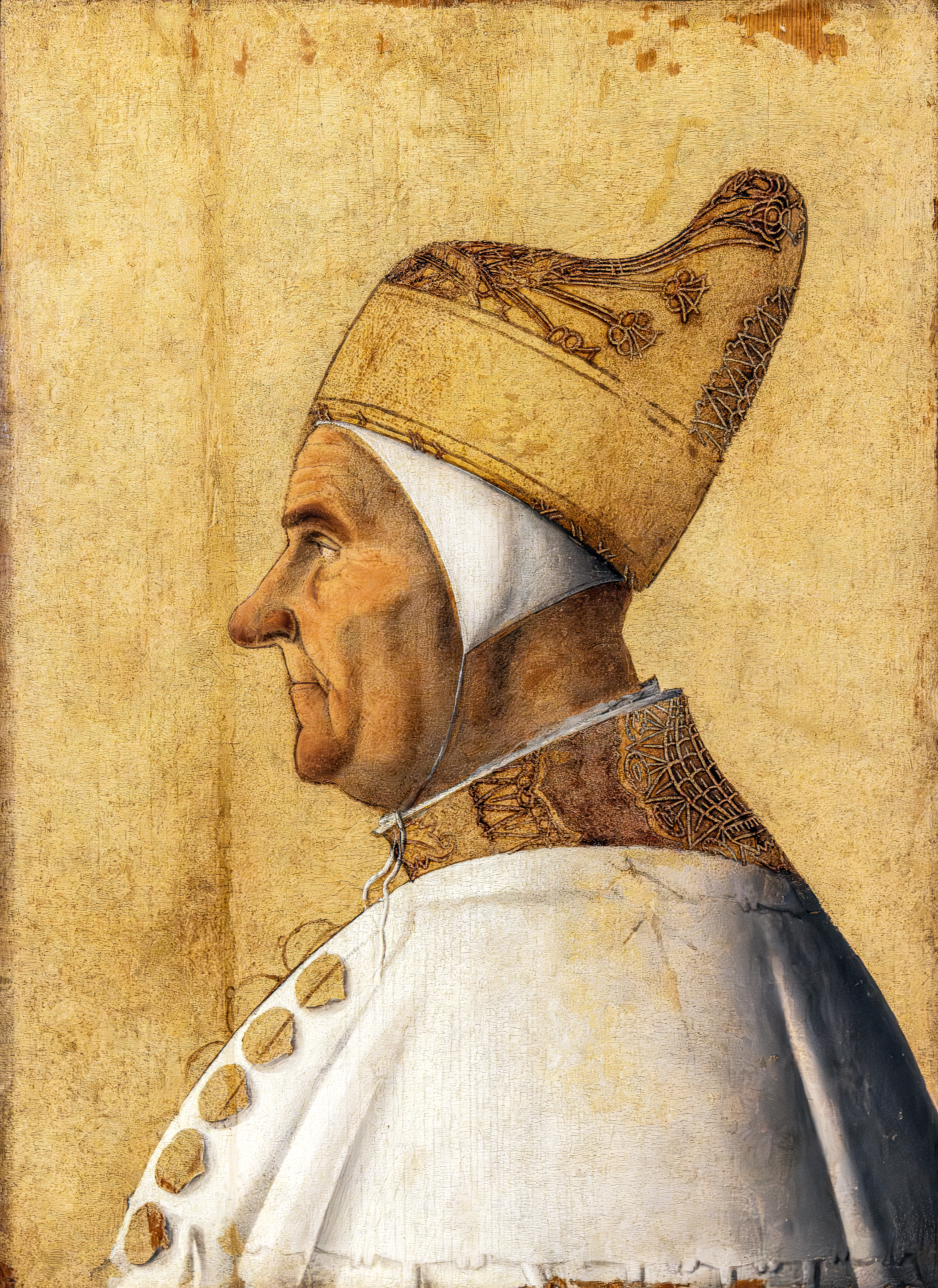
Portret al dogelui Giovanni Mocenigo, 1480, Museo Correr, Veneția
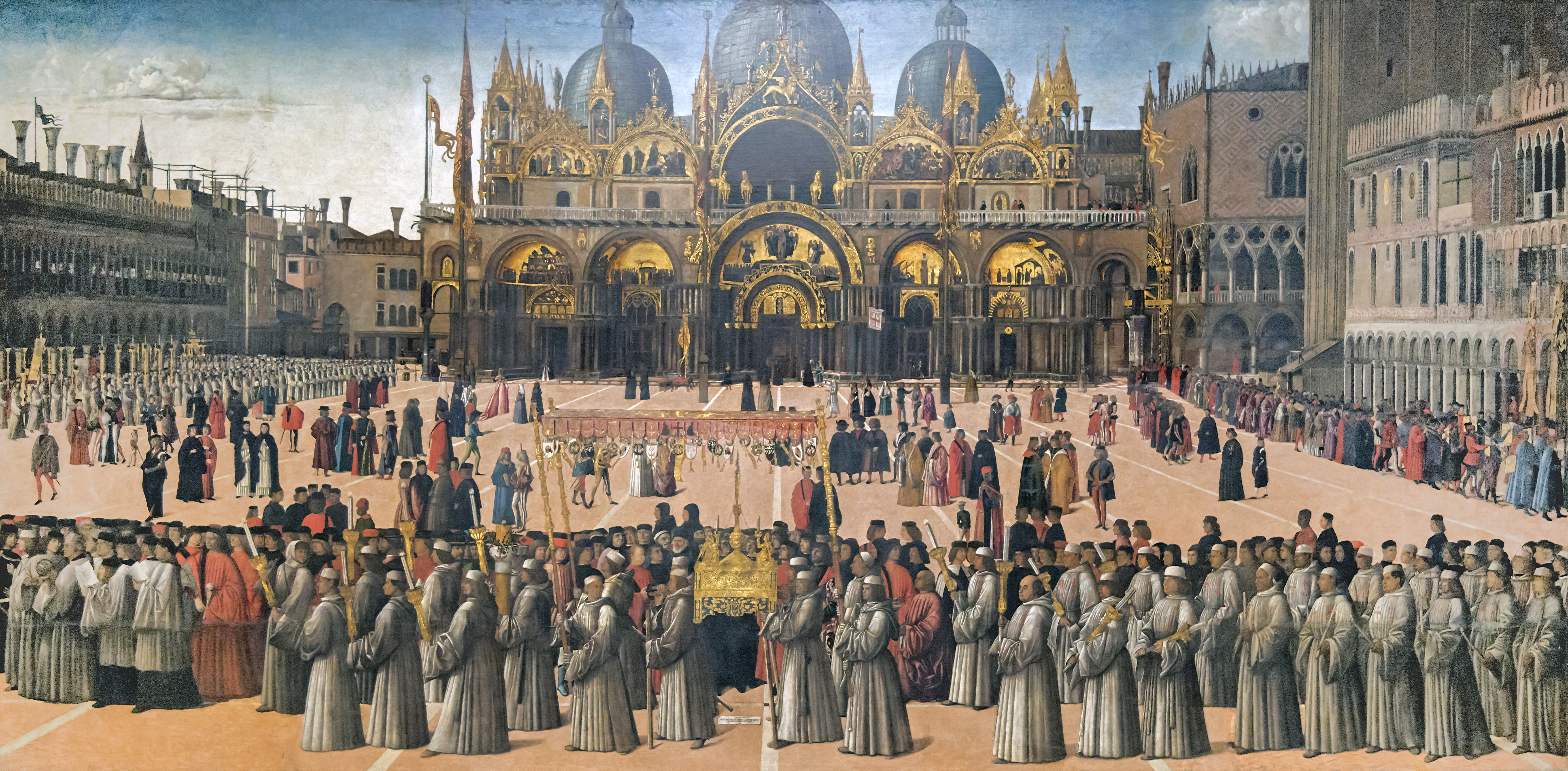
Prozesiune la Piața Marco